# Брамптон (Онтаріо)
 Бра́мптон  (англ. Brampton) — місто в регіональному муніципалітеті Піл у провінції Онтаріо у Канаді, розташоване на північний схід біля узбережжя озера Онтаріо недалеко від міста Торонто. Місто — частина промислового району, прозваного «Золотою підковою» (англ. Golden Horseshoe). Населення 791486 (2025), площа 266.71 км².
У Брамптоні міститься військова база полків Лорн-Скотс (Регіменти: Піл, Дафферін, Галтон) (англ. The Lorne Scots (Peel, Dufferin and Halton Regiment)).

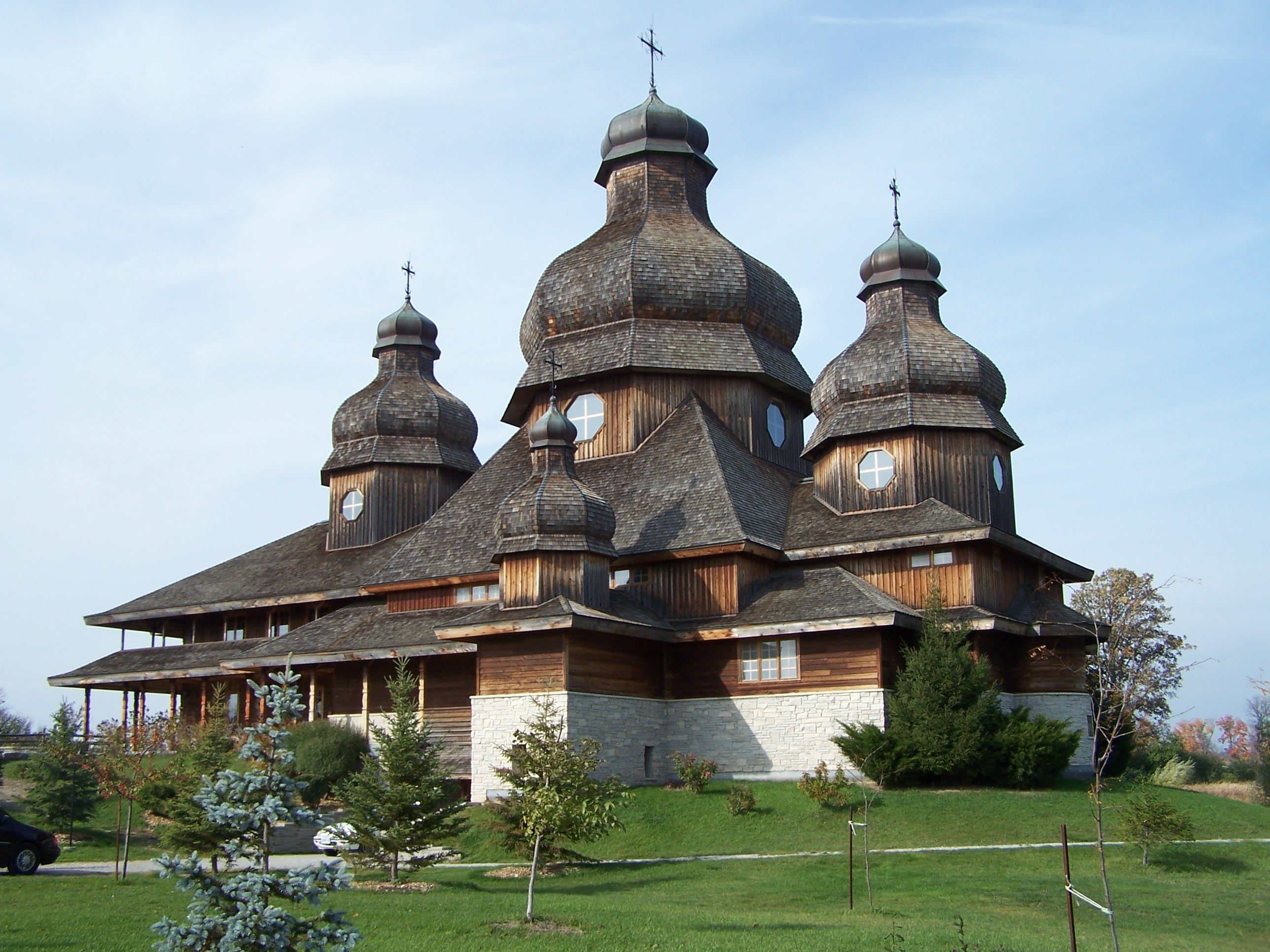
Церква УГКЦ святого пророка Іллі

1976 року в Брамптоні заснована парафіяльна громада УГКЦ, 1995-го освячено храм святого пророка Іллі. Це одна з двох церков в бойківському стилі, які мають 5 пірамідальних бань замість звичайних 3-х (друга така – церква с. Юра у м. Дрогобич, Україна). У 2014 році, за дивним збігом після Євромайдану в Києві, церква згоріла . Через 1.5 роки церкву відбудували, а 1 жовтня 2016 року Блаженніший Святослав освятив храм .

## Трагедія
У 1975 році 16-річний учень Майкл Пітер Слободян вбив двох і поранив 13 людей в школі Сентенніел секондарі.